# Prat alpí

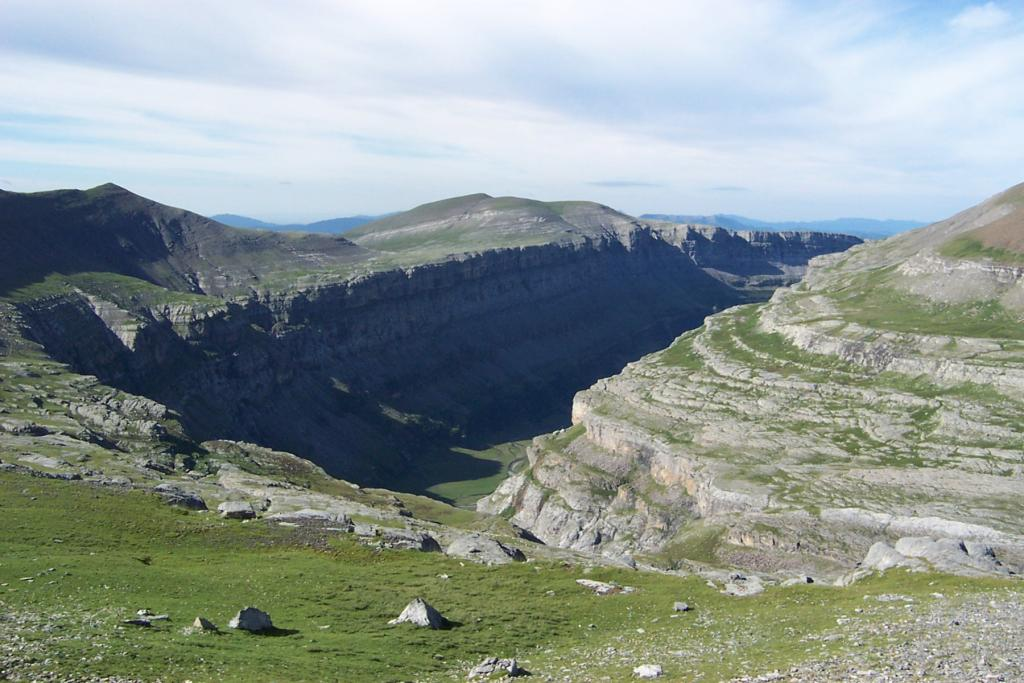
Prat alpí al Parc Nacional d'Ordesa i Mont Perdut, Aragó (Pirineus).

El prat alpí és el tipus de vegetació que es desenvolupa en l'estatge alpí (o subalpí).
Als Pirineus l'estatge alpí amb la corresponent vegetació de prat alpí es troba entre els 2.300 i 3.400 metres d'altitud. Dins de la vegetació dels Països Catalans només hi ha vegetació de prat alpí a Catalunya, Andorra i la part nord de la Franja de Ponent.
La flora característica és la flora alpina i la part no arbòria de la subalpina.

## Diferències i semblances entre prats alpins i tundra àrtica

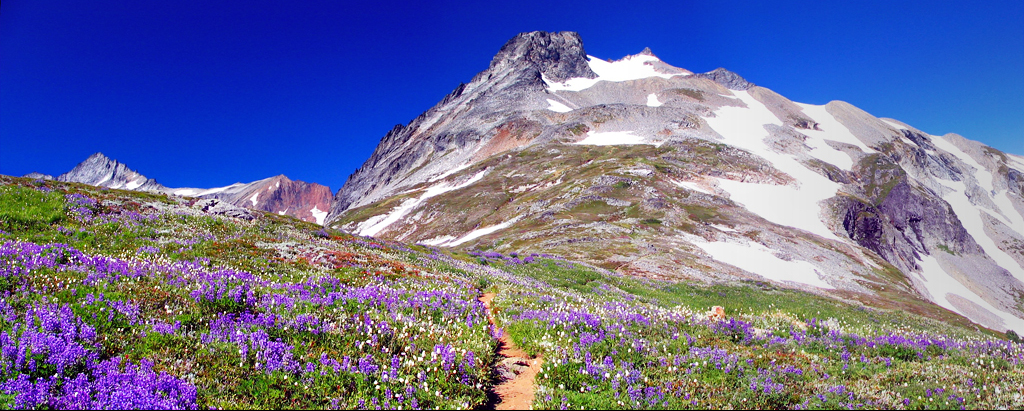
Prat alpí

Hi ha semblances i diferències amb la vegetació del bioma de la tundra àrtica, una diferència notable és que a l'alta muntanya no hi ha permagel, el sòl permanentment gelat que domina la tundra, l'altra diferència important és l'existència de pendents, solanes i obagues a la muntanya que creen un topoclima especial. A l'alta muntanya no hi ha els mesos de foscor absoluta ni els de llum continuada de la tundra.
Com a similituds destaquen l'absència d'arbres i el domini de vegetació baixa i herbàcia que algunes espècies es troben en els dos biomes com per exemple el bedoll nan. En els dos biomes hi ha l'acció del gel i el desgel (criopertorbació) també en els dos casos el sòl és prim i en la muntanya sovint és rocallós.

## Importància econòmica
La cobertura de la vegetació del prat alpí acostuma a ser contínua i sovint és aprofitada pels animals silvestres i els ramats dels humans encara que la pressió de la ramaderia ha disminuït al llarg dels darrers anys per resultar antieconòmic el transport dels animals (transhumància o transtermitància). Els prats alpins de les parts més baixes, de fet ja en l'estatge subalpí si s'abandona el pasturatge són envaíts per progressivament per arbusts i finalment s'hi farien els arbres. En la política agrària comuna de la Unió Europea com que molts d'aquests prats són dels ajuntaments es lloguen aquestes superfícies, a ramaders de la plana per a justificar documentalment el consum farratger.

## Biodiversitat en els prats alpins dels Pirineus
A continuació es fa esment d'algunes característiques adaptatives de la flora alpina
- Juniperus communis var nana, ginebró, planta llenyosa nana que gràcies a la seva resistència viu fins als 3.000 m d'altitud.
- Androsace vandellii, l'andròsace imbricada, fa un coixinet, té les fulles blanquinoses i plenes de petits pèls per a protegir-se de la insolació i no cremar-se.
- Sempervivum arachnoideum, fa un coixí carnós amb fins pèls blancs com una teranyina per protegir-se de la llum excessiva.
- Festuca gautieri, herba que habita en llocs rocosos i forma sòl amb les seves arrels subjecta el sòl
- Festuca eskia, herba i Nardus stricta, planta bulbosa de llocs molt humits com torberes.
- Dryas octopetala, planta rosàcia que també es troba als Alps.
- Saxifraga oppositifolia que es troba a l'Aneto.
- Un lligabosc de muntanya (Lonicera pyrenaica).
- Caltha palustris que viu al costat de les fonts.
- Salzes nans de muntanya: Salix pyrenaica, Salix herbacea o Salix reticulata, també protegeixen el sòl de les avingudes.